# UC-1
SM UC-1 — германский подводный минный заградитель, первая подводная лодка типа UC I немецкого Императорского флота, построенная в период Первой мировой войны. Лодка была предназначена для выполнения минных операций, в которых использовались специальные морские мины вместо торпед.

## История
SM UC-1 была построена в 1915 году на верфи AG Vulcan Stettin в Германии. Это был первый корабль в серии подводных лодок типа UC I, специально спроектированных для постановки морских мин. Лодка была оснащена четырьмя минными аппаратами диаметром 100 см, которые использовались для установки мин типа UC 120. Эти мины были предназначены для поражения вражеских судов при контакте с ними.
UC-1 принимала участие в нескольких минных операциях в Северном море и у побережья Великобритании, играя ключевую роль в стратегическом блокировании торговых путей союзников. Лодка использовала специальные методы скрытного движения и постановки минных полей.